# Gino Papini
Gino Papini (Firenze, 24 ottobre 1865 – Livorno, 8 gennaio 1927) è stato un decoratore italiano, ornatista fiorentino.

## Biografia
Figlio di Luigi e Livia Bartolini, Oreste Gino Valente Affortunato Papini nacque il 24 ottobre 1865 in via della Pergola 2 a Firenze, dove visse gran parte della sua vita. Di professione “ornatista”, coniugato con Giulia Gori a Firenze il 26 febbraio 1895, morì a Livorno l'8 gennaio 1927. Molto probabilmente studiò all'Accademia delle arti del disegno di Firenze.
Il nome di Gino Papini è ricordato per i suoi lavori nel Teatro della Pergola di Firenze, dove eseguì tra l'altro gli stucchi dorati nella galleria di accesso al "Saloncino".
Inizialmente primo lavorante nello studio del Prof. Filippi a Firenze, faceva stucchi e decorazioni in gesso, in parte fuori opera e in parte in posto. Le testimonianze del figlio Mario attestano che in questo periodo decorò villa Cassi a Meliciano (Arezzo) e il boudoir della signora nella villa dei loro cugini C.M. a Castiglion Fibocchi. In Slesia (poi Polonia) decorò gli interni del castello di un conte cugino dell'Imperatore Guglielmo II di Germania.  Lasciato lo studio Filippi, lavorò a lungo a Livorno. A Colle Val d'Elsa decorò la palazzina dell'amico Calamai attigua alla Fornace di gesso.  Lavorò in proprio per Galileo Chini, che gli aveva proposto di andare con lui nel Siam. Nel 1910-1911 si dedica al lavoro del Teatro della Pergola. Altri lavori importanti sono a Livorno: Banca del Monte dei Paschi, Camera di Commercio, uffici di Presidenza del vecchio Ospedale civile poi demolito, molti appartamenti signorili; a Prato: Monte dei Paschi; a Città di Castello: il Teatro e la Banca principale.
La sua opera è attestata al Politeama Novelli di Prato nel 1910 e al Teatro degli Animosi di Marradi.
Morì l'8 gennaio 1927 per un'improvvisa polmonite. Fu sepolto in un posto distinto del Cimitero comunale dei Lupi di Livorno. Il figlio Mario, ingegnere, portò a termine per lui il lavoro del Palazzo dei Garmi e altri lavori. Gino aveva fatto società con una ditta senese, per consiglio dell'Ing. Mori capo dell'Ufficio tecnico del Monte dei Paschi di Siena, per il quale aveva fatto molti lavori (la sede di Firenze in via Vecchietti e quella di Livorno). Questa società era stata costituita di recente e proseguì fino al termine dei lavori del Monte dei Paschi di Siena, poi fu sciolta. La ditta di Gino scomparve con lui.
L'Accademia delle arti del disegno di Firenze conserva nel suo Archivio il fondo Papini, costituito da vari disegni. Ne fanno parte anche fotografie e bozzetti per il Teatro della Pergola di Firenze.
Narra sua nipote: "Gino ebbe l'incarico per la decorazione del Teatro della Pergola, un lavoro di grande impegno. Doveva essere rifatta su suo progetto tutta la decorazione dell'ingresso con volta a botte. Questo lavoro andò avanti anni. Secondo il progetto approvato dal committente, la volta era decorata con grandi cassettoni, ma quando ne fu eseguita oltre la metà, a Gino non piaceva. Fece demolire tutto e la rifece con un nuovo spartito molto più costoso. Anche per la decorazione del soffitto della sala del teatro, studiata per collegarsi a quella del boccascena, le dorature aumentarono i costi e così Gino infine ci mise di suo ben 6.000 lire, quando la paga giornaliera di un buon operaio era di 5 lire".